# Petr Hejma
Petr Hejma, född 24 april 1944 i Prag, är en före detta tjeckoslovakisk ishockeyspelare.
Han blev olympisk silvermedaljör i ishockey vid vinterspelen 1968 i Grenoble.